# Lieja-Bastoña-Lieja 1922
La Lieja-Bastogne-Lieja 1922 fue la 12.ª edición de la clásica ciclista Lieja-Bastoña-Lieja. La carrera se disputó el domingo 9 de abril de 1922, sobre un recorrido de 218 km. El vencedor final fue el belga Louis Mottiat, que se impuso al esprint a los también belgas Albert Jordens y Laurent Seret fueron segundo y tercero respectivamente.  

## Clasificación final
| Posición        | Ciclista                    | Equipo                      | Tiempo                      |
| --------------- | --------------------------- | --------------------------- | --------------------------- |
| align=center\|1 | Louis Mottiat               | Alcyon                      | 7h27'30"                    |
| 2               | Albert Jordens              | Automoto-Russell            | s.t.                        |
| 3               | Laurent Seret               | -                           | s.t.                        |
| 4               | Jules-Richard Matton        | -                           | s.t.                        |
| 5               | Hubert Noel                 | -                           | s.t.                        |
| 6               | Henri Hanlet                | -                           | s.t.                        |
| 7               | Jacques Coomans             | -                           | s.t.                        |
| 8               | 14 ciclistas a s.t. ex æquo | 14 ciclistas a s.t. ex æquo | 14 ciclistas a s.t. ex æquo |